# رنگلر
رنگلر (انگلیسی: Wrangler) شرکت پوشاک آمریکایی است، که در زمینه تولید انواع لباس و شلوارهای جین فعالیت می‌نماید. 
شرکت رنگلر در سال ۱۹۷۴ توسط شرکت بلو بل در شهرستان ویلیامسون، تنسی راه‌اندازی شد و در سال ۱۹۸۶ توسط شرکت وی‌اف کورپوریشن خریداری شد. دفتر مرکزی این شرکت در شهر گرینزبورو، کارولینای شمالی، ایالات متحده آمریکا قرار دارد.